# Sol Lesser Productions
La Sol Lesser Productions è una casa di produzione e distribuzione cinematografica statunitense. Fondata e diretta dal Premio Oscar Sol Lesser, è nota soprattutto per avere distribuito una serie di film di Tarzan nel periodo a cavallo tra gli anni trenta e gli anni cinquanta.
Specializzata in film di genere, soprattutto d'avventura, la compagnia lavorò anche con registi di vaglia del cinema statunitense come King Vidor, Ernst Lubitsch, Sam Wood, Frank Borzage.

## Galleria d'immagini

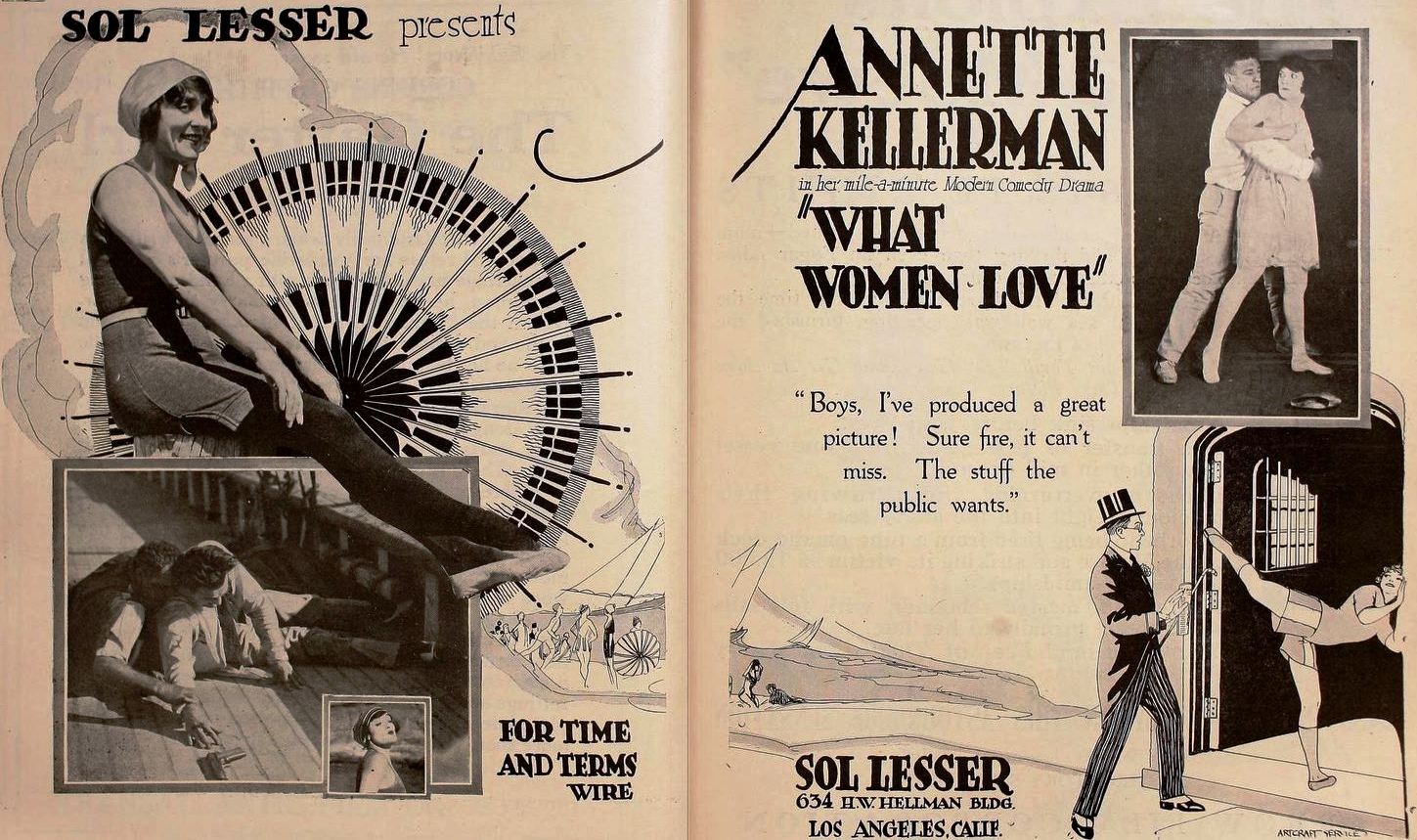
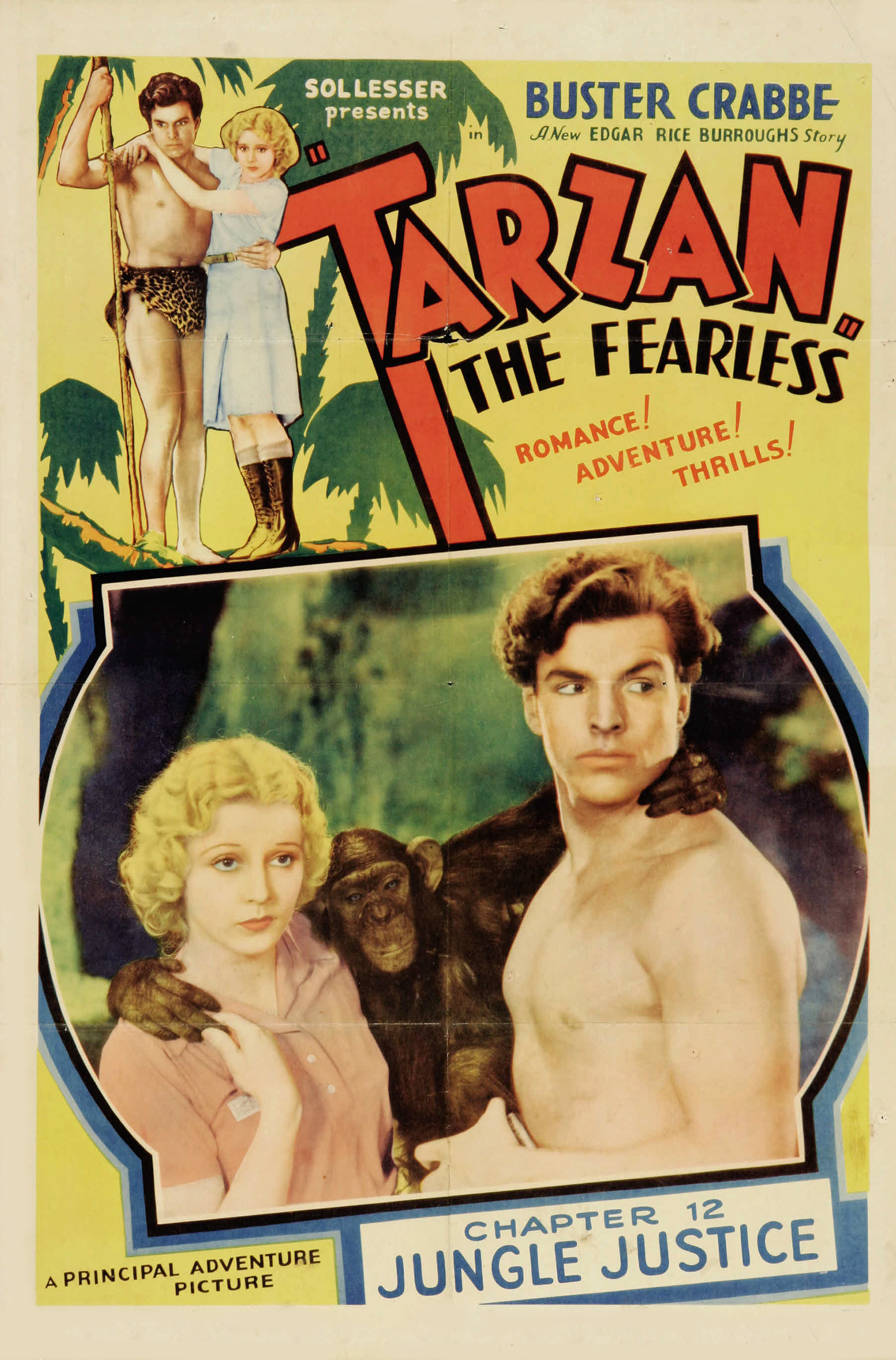
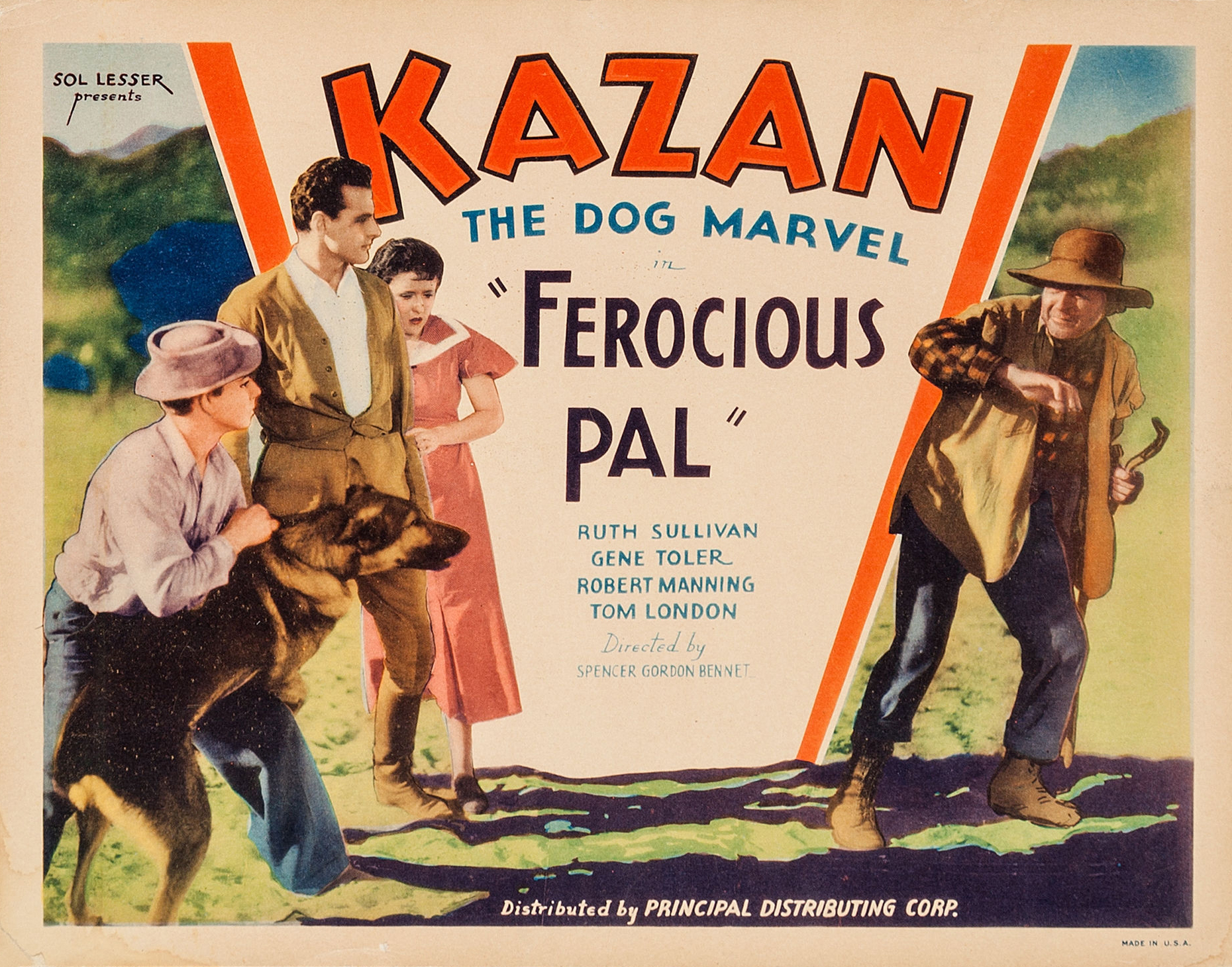
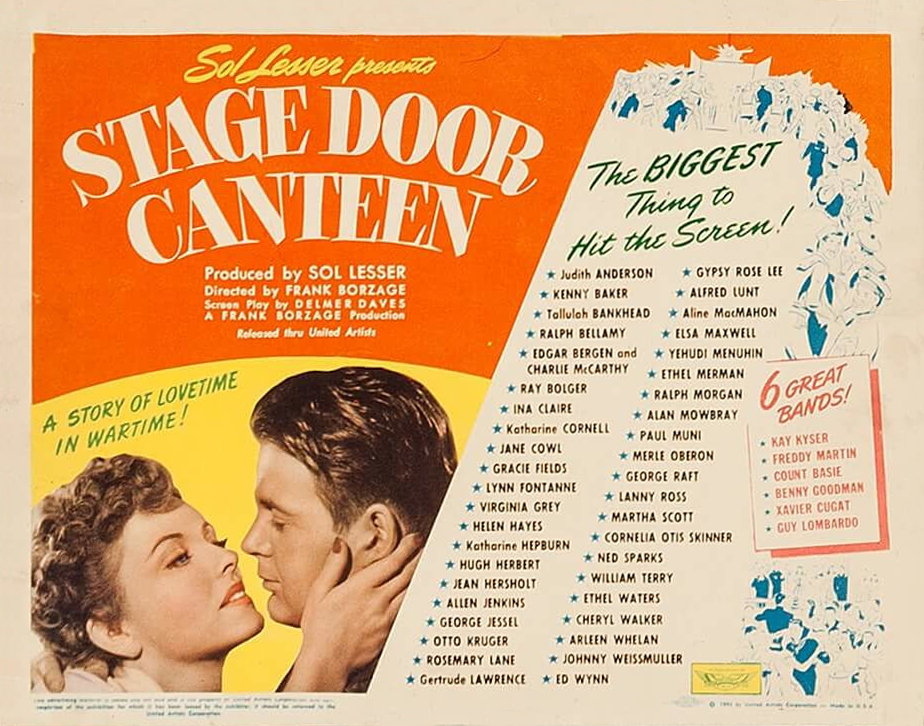

## Filmografia
- Last Night of the Barbary Coast, regia di Sol Lesser, Hal Mohr (1913)
- What Women Love, regia di Nate C. Watt (1920)
- One Man in a Million, regia di George Beban (1921)
- Bing Bang Boom, regia di Fred J. Butler (1922)
- The Milky Way, regia di W. S. Van Dyke (1922)
- The World's a Stage, regia di Colin Campbell (1922)
- East Side - West Side, regia di Irving Cummings (1923)
- Il piccolo saltimbanco (Circus Days), regia di Edward F. Cline (1923)
- The Meanest Man in the World, regia di Edward F. Cline (1923)
- The Ant, regia di Louis H. Tolhurst (1923)
- The Bee
- The Spider, regia di Louis H. Tolhurst (1924)
- When a Man's a Man
- The Butterfly, regia di Louis H. Tolhurst (1924)
- The Ant Lion
- The Fly, regia di Louis H. Tolhurst (1924)
- The Lady Bird
- In a Drop of Water, regia di Louis H. Tolhurst (1924)
- The Mosquito, regia di Louis H. Tolhurst (1924)
- Capitan Baby (Captain January), regia di Edward F. Cline (1924)
- Girls Men Forget, regia di Maurice Campbell, Wilfred Lucas (1924)
- The Mine with the Iron Door, regia di Sam Wood (1924)
- Helen's Babies, regia di William A. Seiter (1924)
- Little People of the Garden, regia di Louis H. Tolhurst (1924)
- The Re-Creation of Brian Kent, regia di Sam Wood (1925)
- Our Six-Legged Friends, regia di Louis H. Tolhurst (1925)
- Balto's Race to Nome, regia di Colin Campbell (1925)
- Horace Greeley, Jr., regia di Alf Goulding (1925)
- The White Wing's Bride, regia di Alf Goulding (1925)
- The Business of Love, regia di Irving Reis, Jess Robbins (1925)
- A Lover's Oath, regia di Ferdinand P. Earle (1925)
- The Lone Rider, regia di Louis King (1930)
- La fattoria dei fantasmi (Shadow Ranch), regia di Louis King (1930)
- Men Without Law, regia di Louis King e, non accreditato, Arthur Rosson (1931)
- The Dawn Trail, regia di Christy Cabanne (1930)
- Desert Vengeance, regia di Louis King (1931)
- The Avenger, regia di Roy William Neill (1931)
- The Lone Star Stranger, regia di Eddie Buzzell (1931)
- The Texas Ranger, regia di D. Ross Lederman (1931)
- The Fighting Sheriff, regia di Eddie Cline (1934)
- Check and Rubber Check, regia di Eddie Buzzell (1931)
- She Served Him Right, regia di Edward Buzzell (1931)
- South Sea Adventures, regia di Zane Grey (1932)
- Barriere d'orgoglio (Robbers' Roost), regia di David Howard, Louis King (1932)
- Matto Grosso, regia di John S. Clark Jr., Floyd Crosby e David M. Newell (1933)
- Voodo (1933)
- Tarzan l'indomabile (Tarzan the Fearless), regia di Edward Kull (1933)
- Jaws of Justice, regia di Spencer Gordon Bennet (1933)
- The Return of Chandu
- Ferocious Pal, regia di Spencer Gordon Bennet (1934)
- Fighting to Live, regia di Eddie Cline (1934)
- Piccoli uomini (Peck's Bad Boy), regia di Edward F. Cline (1934)
- Il mistero della rocca rossa (The Dude Ranger), regia di Edward F. Cline (1934)
- The Return of Chandu
- La valle della sete (When a Man's a Man), regia di Edward F. Cline (1935)
- La corriera del West (The Cowboy Millionaire), regia di Edward F. Cline (1935)
- Locomotiva n 2423 (Whispering Smith Speaks), regia di David Howard (1935)
- La galleria della morte (Hard Rock Harrigan), regia di David Howard (1935)
- Chandu on the Magic Island, regia di (non accreditato) Ray Taylor (1935)
- Il demone della montagna (Thunder Mountain ), regia di David Howard (1935)
- The Calling of Dan Matthews, regia di Phil Rosen (1935)
- Il prigioniero volontario (O'Malley of the Mounted), regia di David Howard (1936)
- The Mine with the Iron Door, regia di David Howard (1936)
- Let's Sing Again, regia di Kurt Neumann (1936)
- Pattuglia di frontiera (The Border Patrolman), regia di David Howard (1936)
- King of the Royal Mounted, regia di Howard Bretherton (1936)
- Sangue selvaggio (Wild Brian Kent), regia di Howard Bretherton (1936)
- Rainbow on the River, regia di Kurt Neumann (1936)
- Rifugio segreto (Secret Valley), regia di Howard Bretherton (1937)
- It Happened Out West, regia di Howard Bretherton (1937)
- Il californiano (The Californian), regia di Gus Meins (1937)
- L'oro del West (Western Gold), regia di Howard Bretherton (1937)
- Buona notte amore! (Make a Wish), regia di Kurt Neumann (1937)
- Roll Along, Cowboy, regia di Gus Meins (1937)
- La rivincita di Tarzan (Tarzan's Revenge), regia di D. Ross Lederman (1938)
- Un'avventura hawaiana (Hawaiian Buckaroo), regia di Ray Taylor (1938)
- Sotto il cielo delle Hawai (Hawaii Calls), regia di Edward F. Cline (1938)
- Fascino del West (Rawhide), regia di Ray Taylor (1938)
- Panamint's Bad Man, regia di Ray Taylor (1938)
- Un colpo di vento (Breaking the Ice), regia di Edward F. Cline (1938)
- Peck's Bad Boy with the Circus, regia di Edward F. Cline (1938)
- Sul mare luccica
- La strada del sud (Way Down South), regia di Leslie Goodwins, Bernard Vorhaus (1939)
- Everything's on Ice, regia di Erle C. Kenton (1939)
- Fuga in paradiso (Escape to Paradise), regia di Erle C. Kenton (1939)
- La nostra città (Our Town), regia di Sam Wood (1940)
- Quell'incerto sentimento (That Uncertain Feeling), regia di Ernst Lubitsch (1941)
- Il peccatore di Tahiti (The Tuttles of Tahiti), regia di Charles Vidor (1942)
- Il trionfo di Tarzan (Tarzan Triumphs), regia di Wilhelm Thiele (1943)
- La taverna delle stelle (Stage Door Canteen), regia di Frank Borzage (1943)
- Tarzan contro i mostri (Tarzan's Desert Mystery), regia di Wilhelm Thiele (1943)
- Three Is a Family, regia di Edward Ludwig (1944)
- Tarzan e le amazzoni (Tarzan and the Amazons), regia di Kurt Neumann (1945)
- Tarzan e la donna leopardo (Tarzan and the Leopard Woman), regia di Kurt Neumann (1946)
- La casa rossa (The Red House), regia di Delmer Daves (1947)
- Tarzan e i cacciatori bianchi
- Tarzan e le sirene (Tarzan and the Mermaids), regia di Robert Florey (1948)
- Tarzan e la fontana magica
- Kon-Tiki
- Tarzan e le schiave
- Tarzan sul sentiero di guerra
- La furia di Tarzan
- Tarzan e i cacciatori d'avorio
- Squadra omicidi (Vice Squad), regia di Arnold Laven (1953)
- Quest for the Lost City, regia di Dana Lamb (1954)
- I Search for Adventure, serie tv (1954-1955)
- Tarzan nella jungla proibita (Tarzan's Hidden Jungle), regia di Harold D. Schuster (1955)
- Tarzan and the Trappers, regia di Charles F. Haas, Sandy Howard e, non accreditato, H. Bruce Humberstone - tv movie (1958)
- Tarzan e lo stregone (Tarzan's Fight for Life), regia di H. Bruce Humberstone (1958)

### Film di Tarzan prodotti dalla Sol Lesser Productions
1. Tarzan l'indomabile (Tarzan the Fearless, 1933), regia di Edward Kull, con Buster Crabbe
2. Il trionfo di Tarzan (Tarzan Triumphs, 1943), regia di Wilhelm Thiele
3. Tarzan contro i mostri (Tarzan's Desert Mystery, 1943), regia di Wilhelm Thiele
4. Tarzan e le amazzoni (Tarzan and the Amazons, 1945), regia di Kurt Neumann
5. Tarzan e la donna leopardo (Tarzan and the Leopard Woman, 1946), regia di Kurt Neumann
6. Tarzan e i cacciatori bianchi (Tarzan and the Huntress, 1947), regia di Kurt Neumann
7. Tarzan e le sirene (Tarzan and the Mermaids, 1948), regia di Robert Florey
8. Tarzan e la fontana magica (Tarzan's Magic Fountain, 1949), regia di Lee Sholem
9. Tarzan e le schiave (Tarzan and the Slave Girl, 1950), regia di Lee Sholem
10. Tarzan sul sentiero di guerra (Tarzan's Peril, 1951), regia di Byron Haskin
11. La furia di Tarzan (Tarzan's Savage Fury, 1952), regia di Cy Endfield
12. Tarzan e i cacciatori d'avorio (Tarzan and the She-Devil, 1953), regia di Kurt Neumann
13. Tarzan e la giungla proibita (Tarzan's Hidden Jungle, 1955), di Harold D. Schuster
14. Tarzan and the Trappers (idem, 1958), di Charles F. Haas
15. Tarzan e lo stregone (Tarzan's Fight for Life, 1958), di H. Bruce Humberstone